# タイラー・テクノロジーズ
タイラー・テクノロジーズ社は、テキサス州プラノに本社を置く米国の公共部門にソフトウェアを提供するプロバイダーである。
17の州とカナダのオンタリオ州トロントにオフィスを構えている。

## 歴史
タイラー・テクノロジーは、リン＝テムコ＝ヴォート社から3つの政府系企業を買収した後、1966年にジョセフ・F・マッキニーによってサターン・インダストリーズとして設立された。1968年、同社は鉄パイプメーカーのタイラー・パイプを買収し、これがやがて同社の主な年間収益源となった。タイラー・パイプは後にタイラー・コーポレーションと改名された。1969年、サターン・インダストリーズはニューヨーク証券取引所に上場。1970年、社名をタイラー・コーポレーションに変更。1998年、タイラー・コーポレーションは官公庁向けソフトウェア市場に参入。1999年、タイラー・コーポレーションはタイラー・テクノロジーズに社名変更。

### 買収
- 1998年、ミネソタ州ミネアポリスのビジネス・リソース・コーポレーション(BRC)、テキサス州ラボックのインタラクティブ・コンピュータ・デザインズ(Incode)、テキサス州プラノのザ・ソフトウェア・グループ(The Software Group, Inc.)を買収[4][5]。
- 1999年、コロラド州イーグルのイーグル・コンピュータ・システムズ社、ミシガン州アナーバーのマイクロ・アリサラ・システムズ社（ファンドバランス）、ミシガン州ファルマスのプロセス・インコーポレイテッドd/b/a コンピュータ・センター・ソフトウェア（Munis）、ジェミニ・システムズ社（ニュージャージー州ロシェルパークのエセックス・テクノロジー・グループ社の子会社）、オハイオ州デイトンのコール・レイヤー・トランブル社（CLT）を買収[6][7][8][9][10]。
- 2003年、ワシントン州レントンのエデン・システムズ社とミネソタ州ポートランドのGBFインフォメーション・システムズ社を買収[11][12]。
- 2006年、イリノイ州パークリッジのマジクUSA 社（マジク・グローバル社）とインディアナポリスのTACS 社を買収[13]。
- 2007年、ミシガン州バンゴールのアドバンスド・データ・システムズ社、テキサス州ロングビューのEDPエンタープライズ社、テキサス州キャメロンのチャンドラー・インフォメーション・システムズ社を買収[14][15][16][17]。
- 2008年、ニューヨーク州レーサムのバーサトランス社、ワシントン州オリンピアのオリンピア・コンピューティング・カンパニー社、ミズーリ州セントルイスのスクール・インフォメーション・システムズ社を買収[18]。
- 2009年、ミズーリ州セントルイスのパルスマーク社、カリフォルニア州サンディエゴのアセスメント評価サービス社、ノースカロライナ州オクラコークのパーカー・ロウ＆アソシエーツ社を買収[19][20][21]。
- 2010年、フロリダ州デルレイビーチのウィズネット社を買収[22]。
- 2011年、ミズーリ州カンザスシティのヨタMVS社とアリゾナ州テンピのウィンザー・マネジメント・グループ（インフィニット・ビジョンズ）を2350万ドルで買収[23][24][25]。
- 2012年、カナダ・オンタリオ州トロントのアカンダ・イノベーション社、NH州ナシュアのユニファンド社、MT州ビリングスのコンピュータ・ソフトウェア・アソシエイツ社、GA州ダルースのエネルガブ・ソリューションズ社を買収[26][27][28][29][30][31]。
- 2014年、マサチューセッツ州マールボロのソフトコード社を買収[32]。
- 2015年、テキサス州カレッジステーションのブラゾス・テクノロジー・コーポレーションとミシガン州トロイのニューワールド・システムズを買収[33][34]。
- 2016年、オクラホマ州タルサのエクゼキュータイム・ソフトウェア社（ExecuTime Software, LLC）を買収[35]。
- 2017年、カリフォルニア州サンノゼのモドリア社、ノースカロライナ州シャーロットのデジタルヘルスデパートメント社、ミネソタ州プリマスのラジオ10-33 を買収[36][37]。
- 2018年、ワシントン州シアトルのソクラタ（Socrata）、ミシガン州ポートランドのセージ・データ・セキュリティ（Sage Data Security, LLC）、カリフォルニア州モデストのケースロード・プロ（CaseloadPro）、ミシガン州トロイとアトランタのモバイルアイズ（MobileEyes）、オン州ミシサガのシーンドック（SceneDoc）を買収[38][39][40][41][42][43]。
- 2019年、バージニア州ハーンドンのマイクロパクトとカリフォルニア州シールビーチのマイシビックを 390 万ドルで買収[44][45][46]。
- 2021年4月にNIC社を買収[47][48]。

## 製品
同社の公共部門向けソフトウェアには、鑑定・税務ソフトウェアとサービス、裁判所・司法機関向け統合ソフトウェア、データと洞察サービス、企業財務ソフトウェアシステム、計画・規制・保守ソフトウェア、公共安全ソフトウェア、記録・文書管理ソフトウェア、学校向け輸送ソフトウェアの8つのカテゴリーがある。

## 論争
2021年10月にテキサス州ラボック郡から発表された報告書では、タイラー・テクノロジーズのソフトウェアの問題が指摘されている。2016年、カリフォルニア州アラメダ郡の公選弁護人は、タイラー社のオデッセイケースマネージャーソフトウェアに切り替えた後、不当に逮捕されたり、不当に収監されたりした数十人を発見した。2014年にはインディアナ州マリオン郡の人々が不当に収監されたとして訴えた。2021年には490万ドルの連邦集団訴訟が和解され、郡が245万ドル、タイラーが816,668ドルを支払うことになった。2020年12月、テキサス州ウィチタフォールズの地方書記官は、約1年半前の2019年7月にタイラーテクノロジーズOdysseyケースマネージャーを導入して以来抱えていた問題がまだ続いていると述べた。2021年12月、everythingLubbock.comは、テキサス州ラボック郡が裁判記録をタイラーテクノロジーズのソフトウェアに切り替えてから4カ月後、ある裁判弁護士が「このタイラーシステムのロールアウトは絶対的な大失敗だった」と述べたと報じた。
2016年11月、ペンシルベニア州ワシントン郡はタイラー・テクノロジーズに当初の契約額696万ドルを超える160万ドルを支払い、これには郡裁判所において不動産所有者の苦情に対応する専門家証人として証言するタイラー・テクノロジーズの職員への支払いも含まれている。
2021年、タイラー・テクノロジーズは、一部の従業員に時間外労働をさせ、その時間分の賃金を支払っていなかったとして、連邦集団訴訟を解決するために300万ドルを支払った。